# Полиипнусы
Полиипнусы, или топорики-полиипнусы (лат. Polyipnus), — род глубоководных морских рыб из семейства топориковых (Sternoptychidae) отряда стомиеобразных.
Полиипнусы имеют серебристые, высокие, сжатые с боков тела и большие, не телескопические глаза. Все они относительно малы, причем даже самые крупный вид (Polyipnus matsubarai) не превышают 97 миллиметров в длину.
Анализ окаменелостей показывает, что представители рода существовали, по крайней мере, с раннего олигоцена, около 30 миллионов лет назад.

## Классификация
На июль 2019 года в род включают 33 вида:
- Polyipnus aquavitus R. C. Baird, 1971
- Polyipnus asper Harold, 1994
- Polyipnus asteroides L. P. Schultz, 1938 — Звездчатый полиипнус[1]
- Polyipnus bruuni Harold, 1994
- Polyipnus clarus Harold, 1994
- Polyipnus danae Harold, 1990
- Polyipnus elongatus Borodulina, 1979
- Polyipnus fraseri Fowler, 1934
- Polyipnus indicus L. P. Schultz, 1961
- Polyipnus inermis Borodulina, 1981
- Polyipnus kiwiensis R. C. Baird, 1971
- Polyipnus laternatus Garman, 1899
- Polyipnus latirastrus Last & Harold, 1994
- Polyipnus limatulus Harold & Wessel, 1998
- Polyipnus matsubarai L. P. Schultz, 1961
- Polyipnus meteori Kotthaus, 1967
- Polyipnus notatus Harold, I. M. Kemp & Shore, 2016[5]
- Polyipnus nuttingi C. H. Gilbert, 1905
- Polyipnus oluolus R. C. Baird, 1971
- Polyipnus omphus R. C. Baird, 1971
- Polyipnus ovatus Harold, 1994
- Polyipnus parini Borodulina, 1979
- Polyipnus paxtoni Harold, 1989
- Polyipnus polli L. P. Schultz, 1961 — Полиипнус Поля[1]
- Polyipnus ruggeri R. C. Baird, 1971
- Polyipnus soelae Harold, 1994
- Polyipnus spinifer Borodulina, 1979
- Polyipnus spinosus Günther, 1887
- Polyipnus stereope D. S. Jordan & Starks, 1904
- Polyipnus surugaensise Aizawa, 1990
- Polyipnus tridentifer McCulloch, 1914 — Трёхзубый топорик, или трёхколючий топорик[1]
- Polyipnus triphanos L. P. Schultz, 1938
- Polyipnus unispinus L. P. Schultz, 1938